# Пегий пёс, бегущий краем моря (повесть)
«Пегий пёс, бегущий краем моря» — повесть Чингиза Айтматова, повествующая о жизни нивхов на берегу Охотского моря.

## Сюжет
Мальчик Кириск впервые выходит в море вместе со старейшиной клана Органом, своим отцом Эмрайином и двоюродным братом отца Мылгуном. Для мальчика это обряд инициации. Охотники удачно добрались до места лежбища нерп и убили одну из них. Но при переходе на соседний остров для ночёвки на море разразился шторм. Никто не погиб, но они потеряли нужный курс и теперь плывут в неведомом направлении. Пресная вода  заканчивается, и чтобы дать шанс выжить мальчику, остальные выбрасываются из лодки. Мальчик в изнеможении доплывает до берега, издалека увидев утёс Пегого пса, рядом с которым расположена его родная деревня и который служит для охотников ориентиром.
Георгий Гачев:
Сюжет разыгрывается собственно, между Океаном соленой воды и бочонком пресной. Меж ними зажат весь сюжет во человеках: чему взять верх — закону борьбы за существование: конкуренции, победе сильного животного, — или закону любви, жертвы, мудрости? И даже языка слов не надо, но язык движений все скажет: кому перевалиться за борт, кому каяк, а кому — каюк?

## Мифы и легенды, описанные в произведении
- Утка Лувр — В те времена, когда планета была сплошь покрыта водой, утка Лувр искала место, чтобы снести и высидеть яйцо. Отчаявшись, утка села на воду, надергала перьев из своей груди и свила гнездо. От этого гнезда и произошла твердь земная.
- Рыба-женщина — Когда-то на побережье жили три брата. Старший стал оленеводом и ушел в тундру, младший стал охотником и ушел в тайгу, средний брат с рождения был хромоногий и поэтому остался на побережье и ловил рыбу. Однажды ему на крючок попалась рыба в образе женщины. Они занимались любовью в лодке, но после Рыба-женщина выпрыгнула в море и уплыла. Почти через год средний брат нашел на берегу моря младенца, своего сына. Когда мальчик подрос, он женился на девушке из лесного племени, и они основали клан Рыбы-женщины.

## Экранизации и постановки

### Кинематограф
- 1990 — Пегий пёс, бегущий краем моря, режиссёр Карен Геворкян, Киностудия имени А. Довженко, творческое объединение «Талисман» (СССР — Германия).

### Театр
- 2008 — поставлен спектакль в Театре для детей и молодёжи (Кемерово), режиссёр Ирина Латынникова
- 1982 — поставлен спектакль в Саха академическом театре им. П. А. Ойунского «Хаарыан хампа күөх кытылым» («Желанный голубой берег мой») по повести «Пегий пёс, бегущий по краем моря», режиссер Андрей Борисов
- 2019 — поставлен спектакль в Рязанском государственном областном театре кукол (кукольная притча по мотивам повести «Пегий пес, бегущий краем моря»), режиссер Борис Константинов[1]